# تپه کوله
تپه کوله مربوط به دوره ساسانیان تا دوران‌های تاریخی پس از اسلام است و در شهرستان قزوین، روستای ازگینن سفلی واقع شده و این اثر در تاریخ ۲۵ اسفند ۱۳۷۹ با شمارهٔ ثبت ۳۱۲۸ به‌عنوان یکی از آثار ملی ایران به ثبت رسیده است.